# ألفرد إم. دير
ألفرد إم. دير هو سياسي أمريكي، ولد في 16 مايو 1903، وتوفي في 1 أبريل 1970. نشط حزبياً في الحزب الديمقراطي. وقد انتخب عضو مجلس ولاية أيداهو ‏.